# Jérôme Coppel
Jérôme Coppel (ur. 6 sierpnia 1986 w Annemasse) – francuski kolarz szosowy, brązowy medalista mistrzostw świata oraz dwukrotny brązowy medalista mistrzostw świata juniorów do lat 23 w jeździe indywidualnej na czas. Mistrz Francji w tej specjalności. Zawodnik profesjonalnej grupy IAM Cycling.

## Najważniejsze osiągnięcia
2004
- 1. miejsce w mistrzostwach Francji U19 w jeździe indywidualnej na czas

2004
- 2. miejsce w mistrzostwach Francji U23 w jeździe indywidualnej na czas

2006
- 3. miejsce w mistrzostwach Świata U23 w jeździe indywidualnej na czas
- 2. miejsce w mistrzostwach Europy U23 w jeździe indywidualnej na czas
- 1. miejsce w mistrzostwach Francji U23 w jeździe indywidualnej na czas

2007
- 3. miejsce w mistrzostwach Świata U23 w jeździe indywidualnej na czas
- 1. miejsce w mistrzostwach Francji U23 w jeździe indywidualnej na czas

2008
- 4. miejsce w Tour de l’Avenir

2009
- 1. miejsce w Route Adélie
- 4. miejsce w La Tropicale Amissa Bongo

2010
- 1. miejsce w Tour du Doubs
- 5. miejsce w Critérium du Dauphiné
- 3. miejsce w Gran Premio Llodio
- 1. miejsce w Rhône-Alpes Isère Tour
  - 1. miejsce na 1. etapie
- 1. miejsce w Tour du Gévaudan Languedoc - Roussillon
  - 1. miejsce na 2. etapie

2011
- 1. miejsce w klasyfikacji młodzieżowej Critérium du Dauphiné
- 13. miejsce w Tour de France
  - 3. miejsce w klasyfikacji młodzieżowej
- 1. miejsce w Vuelta a Murcia
  - 1. miejsce na 3. etapie
- 4. miejsce w Vuelta a Andalucía
- 5. miejsce w Étoile de Bessèges
- 5. miejsce w Vuelta a Castilla y León

2012
- 1. miejsce w Étoile de Bessèges
  - 1. miejsce na 5. etapie
- 1. miejsce w Tour du Doubs
- 2. miejsce w Bayern Rundfahrt
- 3. miejsce w Vuelta a Andalucía
- 5. miejsce w Tour de l’Ain

2014
- 2. miejsce w Étoile de Bessèges

2015
- 3. miejsce w mistrzostwach Świata (jazda ind. na czas)
- 1. miejsce w mistrzostwach Francji (jazda ind. na czas)

2016
- 1. miejsce w Étoile de Bessèges
  - 1. miejsce na 5. etapie
- 2. miejsce w Circuit Cycliste Sarthe-Pays de la Loire

## Starty w Wielkich Tourach
| Grand Tour | 2009 | 2010 | 2011 | 2012 | 2013 | 2014 | 2015 | 2016 |
| ---------- | ---- | ---- | ---- | ---- | ---- | ---- | ---- | ---- |
| Giro       | –    | –    | –    | –    | –    | –    | –    | –    |
| Tour       | DNF  | –    | 14   | 21   | 63   | –    | DNF  | 75   |
| Vuelta     | –    | –    | –    | –    | 40   | 31   | DNF  | –    |